# National Basketball League 2024-2025
La National League Basketball 2024-2025 è stata la 47ª edizione della National Basketball League, la massima lega di basket australiana.

## Squadre partecipanti
- Adelaide 36ers
- Brisbane Bullets
- Cairns Taipans
- Illawarra Hawks
- Melbourne United
- N.Z. Breakers
- Perth Wildcats
- SE Melb. Phoenix
- Sydney Kings
- Tasmania JackJ.

## Regular Season

### Classifica
|     | Squadra          | G  | V  | P  | PF    | PS    |
| --- | ---------------- | -- | -- | -- | ----- | ----- |
| 1.  | Illawarra Hawks  | 29 | 20 | 9  | 2.941 | 2.645 |
| 2.  | Melbourne United | 29 | 19 | 10 | 2.771 | 2.652 |
| 3.  | Perth Wildcats   | 29 | 18 | 11 | 2.903 | 2.811 |
| 4.  | SE Melb. Phoenix | 29 | 16 | 13 | 2.787 | 2.656 |
| 5.  | Sydney Kings     | 29 | 16 | 13 | 2.630 | 2.557 |
| 6.  | Adelaide 36ers   | 29 | 13 | 16 | 2.736 | 2.796 |
| 7.  | Tasmania JackJ.  | 29 | 13 | 16 | 2.435 | 2.553 |
| 8.  | Brisbane Bullets | 29 | 12 | 17 | 2.678 | 2.838 |
| 9.  | N.Z. Breakers    | 29 | 10 | 19 | 2.485 | 2.650 |
| 10. | Cairns Taipans   | 29 | 8  | 21 | 2.561 | 2.769 |

## Play-In

### Perth - S.E. Melbourne
| Perth 11 febbraio 2025, ore 18:30                                                            | Perth Wildcats | 122 – 105 (29-28, 33-39, 34-23, 26-15) | SE Melb. Phoenix | Perth HPC (2.975 spett.) |
| Pinder 35 Punti Glover 25 Doolittle 5 Assist Sobey 8 Pinder , Doolittle 11 Rimbalzi Hunter 6 |                |                                        |                  |                          |
|                                                                                              |                |                                        |                  |                          |
| Pinder 35                                                                                    | Punti          | Glover 25                              |                  |                          |
| Doolittle 5                                                                                  | Assist         | Sobey 8                                |                  |                          |
| Pinder, Doolittle 11                                                                         | Rimbalzi       | Hunter 6                               |                  |                          |

### Sydney - Adelaide
| Sydney 13 febbraio 2025, ore 19:30                                                  | Sydney Kings | 88 – 95 (22-23, 19-28, 30-18, 17-26) | Adelaide 36ers | Qudos Bank Arena (7.321 spett.) |
| Adams 30 Punti Vasiljevic 25 Adams 10 Assist Harrell 7 Oliver 12 Rimbalzi Harrell 8 |              |                                      |                |                                 |
|                                                                                     |              |                                      |                |                                 |
| Adams 30                                                                            | Punti        | Vasiljevic 25                        |                |                                 |
| Adams 10                                                                            | Assist       | Harrell 7                            |                |                                 |
| Oliver 12                                                                           | Rimbalzi     | Harrell 8                            |                |                                 |

### S.E. Melbourne - Adelaide
| Melbourne 16 febbraio 2025, ore 14:30                                      | SE Melb. Phoenix | 85 – 75 (15-16, 11-29, 28-15, 31-15) | Adelaide 36ers | John Cain Arena (6.118 spett.) |
| Hurt 25 Punti Davis 26 Foxwell 6 Assist Davis 5 Hurt 9 Rimbalzi Harrell 14 |                  |                                      |                |                                |
|                                                                            |                  |                                      |                |                                |
| Hurt 25                                                                    | Punti            | Davis 26                             |                |                                |
| Foxwell 6                                                                  | Assist           | Davis 5                              |                |                                |
| Hurt 9                                                                     | Rimbalzi         | Harrell 14                           |                |                                |

## Playoffs

### Illawarra - S.E. Melbourne
RISULTATO FINALE: 2-1
| Wollongong 28 febbraio 2025, ore 19:30 Gara 1                                         | Illawarra Hawks | 101 – 94 (31-27, 23-34, 32-12, 15-21) | SE Melb. Phoenix | WIN Entertainment Centre (5.491 spett.) |
| Harvey , Kell 24 Punti Wieskamp 22 Hickey 7 Assist Walton 11 Kell 10 Rimbalzi Sobey 9 |                 |                                       |                  |                                         |
|                                                                                       |                 |                                       |                  |                                         |
| Harvey, Kell 24                                                                       | Punti           | Wieskamp 22                           |                  |                                         |
| Hickey 7                                                                              | Assist          | Walton 11                             |                  |                                         |
| Kell 10                                                                               | Rimbalzi        | Sobey 9                               |                  |                                         |

| Melbourne 2 marzo 2025, ore 14:30 Gara 2                                | SE Melb. Phoenix | 101 – 94 (24-24, 27-23, 15-21, 35-26) | Illawarra Hawks | John Cain Arena (8.636 spett.) |
| Hurt 30 Punti Hickey 19 Glover 5 Assist Kell 6 Hunter 9 Rimbalzi Kell 8 |                  |                                       |                 |                                |
|                                                                         |                  |                                       |                 |                                |
| Hurt 30                                                                 | Punti            | Hickey 19                             |                 |                                |
| Glover 5                                                                | Assist           | Kell 6                                |                 |                                |
| Hunter 9                                                                | Rimbalzi         | Kell 8                                |                 |                                |

| Wollongong 5 marzo 2025, ore 19:30 Gara 3                                                | Illawarra Hawks | 126 – 96 (37-22, 33-22, 33-20, 23-32) | SE Melb. Phoenix | WIN Entertainment Centre (5.203 spett.) |
| Kell 30 Punti Wieskamp 25 Hickey 7 Assist Foxwell 3 Froling 12 Rimbalzi Hunter , Sobey 6 |                 |                                       |                  |                                         |
|                                                                                          |                 |                                       |                  |                                         |
| Kell 30                                                                                  | Punti           | Wieskamp 25                           |                  |                                         |
| Hickey 7                                                                                 | Assist          | Foxwell 3                             |                  |                                         |
| Froling 12                                                                               | Rimbalzi        | Hunter, Sobey 6                       |                  |                                         |

### Melbourne - Perth
RISULTATO FINALE: 2-1
| Melbourne 27 febbraio 2025, ore 19:30 Gara 1                                          | Melbourne United | 105 – 93 (23-17, 26-33, 32-21, 24-22) | Perth Wildcats | John Cain Arena (7.473 spett.) |
| Goulding 41 Punti Pinder 24 Dellavedova 9 Assist Cotton 6 White 10 Rimbalzi Pinder 11 |                  |                                       |                |                                |
|                                                                                       |                  |                                       |                |                                |
| Goulding 41                                                                           | Punti            | Pinder 24                             |                |                                |
| Dellavedova 9                                                                         | Assist           | Cotton 6                              |                |                                |
| White 10                                                                              | Rimbalzi         | Pinder 11                             |                |                                |

| Perth 1º marzo 2025, ore 17:00 Gara 2                                                                        | Perth Wildcats | 96 – 89 (21-36, 20-19, 22-19, 33-15) | Melbourne United | Perth Arena (12.961 spett.) |
| Windler 27 Punti Goulding 15 Doolittle 6 Assist Dellavedova 12 Windler , Doolittle 11 Rimbalzi Dellavedova 8 |                |                                      |                  |                             |
| |                |                                      |                  |                             |
| Windler 27                                                                                                   | Punti          | Goulding 15                          |                  |                             |
| Doolittle 6                                                                                                  | Assist         | Dellavedova 12                       |                  |                             |
| Windler, Doolittle 11                                                                                        | Rimbalzi       | Dellavedova 8                        |                  |                             |

| Melbourne 4 marzo 2025, ore 19:30 Gara 3                                                 | Melbourne United | 113 – 112 (26-37, 32-25, 29-22, 26-28) | Perth Wildcats | John Cain Arena (5.618 spett.) |
| Clark 38 Punti Doolittle 37 Dellavedova 11 Assist Cotton 6 White 9 Rimbalzi Doolittle 10 |                  |                                        |                |                                |
|                                                                                          |                  |                                        |                |                                |
| Clark 38                                                                                 | Punti            | Doolittle 37                           |                |                                |
| Dellavedova 11                                                                           | Assist           | Cotton 6                               |                |                                |
| White 9                                                                                  | Rimbalzi         | Doolittle 10                           |                |                                |

### Illawarra - Melbourne
RISULTATO FINALE: 3-2
| Wollongong 8 marzo 2025, ore 20:00 Gara 1                                                          | Illawarra Hawks | 88 – 96 (29-26, 24-17, 14-21, 21-32) | Melbourne United | WIN Entertainment Centre (5.491 spett.) |
| Froling 16 Punti Dellavedova 18 Hickey 8 Assist tre giocatori 4 Froling , Hickey 7 Rimbalzi Lee 15 |                 |                                      |                  |                                         |
| |                 |                                      |                  |                                         |
| Froling 16                                                                                         | Punti           | Dellavedova 18                       |                  |                                         |
| Hickey 8                                                                                           | Assist          | tre giocatori 4                      |                  |                                         |
| Froling, Hickey 7                                                                                  | Rimbalzi        | Lee 15                               |                  |                                         |

| Melbourne 12 marzo 2025, ore 19:30 Gara 2                                                | Melbourne United | 100 – 102 (29-29, 20-22, 22-31, 29-20) | Illawarra Hawks | John Cain Arena (9.135 spett.) |
| Clark 31 Punti Harvey 24 Lee , Dellavedova 5 Assist Kell 6 Lee , White 6 Rimbalzi Kell 8 |                  |                                        |                 |                                |
|                                                                                          |                  |                                        |                 |                                |
| Clark 31                                                                                 | Punti            | Harvey 24                              |                 |                                |
| Lee, Dellavedova 5                                                                       | Assist           | Kell 6                                 |                 |                                |
| Lee, White 6                                                                             | Rimbalzi         | Kell 8                                 |                 |                                |

| Wollongong 16 marzo 2025, ore 17:30 Gara 3                                  | Illawarra Hawks | 77 – 83 (22-17, 20-24, 25-19, 10-23) | Melbourne United | WIN Entertainment Centre (5.512 spett.) |
| Hickey 12 Punti White 20 Kell 3 Assist Dellavedova 11 Kell 8 Rimbalzi Lee 8 |                 |                                      |                  |                                         |
|                                                                             |                 |                                      |                  |                                         |
| Hickey 12                                                                   | Punti           | White 20                             |                  |                                         |
| Kell 3                                                                      | Assist          | Dellavedova 11                       |                  |                                         |
| Kell 8                                                                      | Rimbalzi        | Lee 8                                |                  |                                         |

| Melbourne 19 marzo 2025, ore 19:30 Gara 4                                                              | Melbourne United | 71 – 80 (12-15, 20-13, 16-23, 23-29) | Illawarra Hawks | John Cain Arena (10.175 spett.) |
| Goulding , Dellavedova 17 Punti Hickey 22 Dellavedova 6 Assist Hickey 8 Dellavedova 7 Rimbalzi Days 11 |                  |                                      |                 |                                 |
| |                  |                                      |                 |                                 |
| Goulding, Dellavedova 17                                                                               | Punti            | Hickey 22                            |                 |                                 |
| Dellavedova 6                                                                                          | Assist           | Hickey 8                             |                 |                                 |
| Dellavedova 7                                                                                          | Rimbalzi         | Days 11                              |                 |                                 |

| Wollongong 23 marzo 2025, ore 14:30 Gara 5                                       | Illawarra Hawks | 114 – 104 (26-26, 34-24, 22-22, 32-32) | Melbourne United | WIN Entertainment Centre (5.686 spett.) |
| Kell 26 Punti Goulding 21 Hickey 8 Assist Dellavedova 7 Kell 11 Rimbalzi White 7 |                 |                                        |                  |                                         |
|                                                                                  |                 |                                        |                  |                                         |
| Kell 26                                                                          | Punti           | Goulding 21                            |                  |                                         |
| Hickey 8                                                                         | Assist          | Dellavedova 7                          |                  |                                         |
| Kell 11                                                                          | Rimbalzi        | White 7                                |                  |                                         |

## Vincitore
| Campioni NBL 2024-2025      |
| --------------------------- |
| Illawarra Hawks (2° titolo) |

## Statistiche
| Categoria             | Giocatore       | Squadra              | Stat  |
| --------------------- | --------------- | -------------------- | ----- |
| Punti per gara        | Bryce Cotton    | Perth Wildcats       | 28,6  |
| Rimbalzi per gara     | Tyrell Harrison | Brisbane Bullets     | 9,7   |
| Assist per gara       | Kendric Davis   | Adelaide 36ers       | 8,0   |
| Palle rubate per gara | Keandre Cook    | Brisbane Bullets     | 1,7   |
| Stoppate per gara     | Marcus Lee      | Melbourne United     | 1,7   |
| Efficienza per gara   | Tacko Fall      | New Zealand Breakers | 73,0% |

## Premi
- NBL Most Valuable Player: Bryce Cotton, Perth Wildcats
- NBL Defensive Player of the Year: Shea Ili, Melbourne United
- NBL Most Improved Player of the Year: Tyrell Harrison, Brisbane Bullets
- NBL 6th Man of the Year: Kouat Noi, Sydney Kings
- NBL Next Generation Award: Alex Toohey, Sydney Kings
- NBL Finals MVP: Matthew Dellavedova, Melbourne United
- NBL Coach of the Year: Justin Tatum, Illawarra Hawks
- NBL Executive of the Year: Malcolm Watts, Brisbane Bullets
- NBL Fans MVP: Bryce Cotton, Perth Wildcats

- All-NBL First Team
  - Bryce Cotton, Perth Wildcats
  - Kendric Davis, Adelaide 36ers
  - Matthew Hurt, South East Melbourne Phoenix
  - Trey Kell, Illawarra Hawks
  - Tyler Harvey, Illawarra Hawks

- All-NBL Second Team
  - Casey Prather, Brisbane Bullets
  - Chris Goulding, Melbourne United
  - Montrezl Harrell, Adelaide 36ers
  - Sam Froling, Illawarra Hawks
  - Xavier Cooks, Sydney Kings